# Jaiber Jiménez
Jaiber Jiménez Ramírez (Oaxaca, 7 de enero de 1995) es un exfutbolista que se desempeñaba en la posición de defensa lateral.

## Trayectoria
Canterano cementero, comenzó su carrera en la Tercera División con el Cruz Azul Lagunas.
Pasó por la escuadra sub-20 del club y después por las filiales en Segunda División: Cruz Azul Premier y Cruz Azul Hidalgo.
En 2019 es considerado por el primer equipo y consigue hacer su debut en la Liga MX en la jornada 18 del torneo Apertura 2019, en la derrota de Cruz Azul 3-1 ante Santos Laguna.
En 2021 se corona campeón con Cruz Azul tras conquistar el torneo Guard1anes 2021.

## Clubes
| Club      | Año         | Partidos | Goles | Asist |
| --------- | ----------- | -------- | ----- | ----- |
| Cruz Azul | 2019 - 2023 | 14       | 0     | 2     |